# The Call of the Wild (1923)
The Call of the Wild ist ein amerikanischer Abenteuerfilm aus dem Jahr 1923 nach dem gleichnamigen Roman von Jack London.

## Inhalt
Die Geschichte beginnt mit Buck als Welpe, der als Weihnachtsgeschenk für ein kleines Mädchen in eine glückliche Familie geführt wird. Er wächst als treuer und liebevoller Freund der Kinder auf, bis er eines Tages gestohlen wird und als Schlittenhund im Klondike verkauft wird. Hier lernt er unter grausamer Behandlung viele Lektionen und entwickelt eine scharfe Abneigung gegen den Mann, der ihn gestohlen hat und den Hund zur Unterwerfung gezwungen hat. Eine Erfahrung folgt der anderen für Buck, bis er in seinem letzten Meister einen echten Freund findet, dem er seine Treue zum Höhepunkt beweist.

## Produktion
Der Kameramann des Films war Floyd Jackman. Er war der Bruder des Regisseurs Fred Jackman, der zu dieser Zeit Präsident der American Society of Cinematographers war. Floyd und Fred haben einige der Szenen vor Ort in Truckee, Kalifornien und Colorado gedreht.  Truckee war zu Beginn des 20. Jahrhunderts einer der beliebtesten Drehorte Hollywoods. Nahezu 100 Filme und Sequenzen wurden dort und in der Umgebung gedreht. Dort wurde auch die beliebte Fernsehserie Bonanza gedreht. Aufgrund der Ähnlichkeit der Region mit der Wildnis Alaskas wurde Truckee oft für die Dreharbeiten zu Winterszenen ausgewählt. Die Verfilmung von Londons Roman mit Clark Gable und Loretta Young aus dem Jahr 1935 wurde dort ebenfalls auf einem speziellen Set in der Nähe von Prosser Creek gedreht.